# Technotronic
Technotronic ist eine Band aus Brüssel, bestehend aus den belgischen Produzenten Jo Bogaert und Patrick DeMeyer, die mit ihren von Hip House, New Beat und teils EBM beeinflussten Tracks Pump Up the Jam, Get Up! und This Beat is Technotronic ihre größten Erfolge 1989 und 1990 feierte. Zu den ständigen Mitgliedern zählte überdies Ya Kid K, die größtenteils den Gesang übernahm und teilweise an der Produktion der Songs beteiligt war.

## Geschichte

### Beginn
Technotronic wurde im März 1989 unter dem Namen The Pro 24’s von dem Belgier Jo Bogaert alias Thomas de Quincey gegründet, der in der Mitte der 1980er Jahre als Keyboarder der New-Wave-Band White Light einige Erfolge feierte und sich zeitweise als Hi-NRG- und New-Beat-Produzent einen Namen machte (Nux Nemo, 4 for 4, Tunq, Acts of Madmen). Beeinflusst durch den Chicagoer House-Musiker Farley „Jackmaster“ Funk entwarf er 1989 das Konzept zu Technotronic.
Die erste, im Sommer 1989 veröffentlichte Single „Pump Up the Jam“, ein mit EBM-Synth-Bass-Sequenzen unterlegter Hip-House-Song, der ursprünglich als instrumentale House-Nummer konzipiert war und sich kompositorisch an Farley Jackmaster Funks „The Acid Life“ orientiert, produzierte allerdings Patrick DeMeyer (die Urheberrechte des Songs liegen inzwischen bei ihm). Mit dem später aufgespielten Gesang der aus Zaire stammenden Rapperin Ya Kid K wurde der Song zu einem weltweiten Charterfolg. In Deutschland, der Schweiz, Österreich, Großbritannien sowie in den USA erreichte er jeweils den zweiten Platz der Hitparade; in Europa wurde der Weg zur Spitze der Hitparade nur von Kaomas verspätetem Sommerhit Lambada verhindert. Insgesamt verkaufte sich Pump Up the Jam mehr als 3,5 Millionen Mal.
Da Bogaert sich kurz nach der Aufnahme mit seiner Sängerin überworfen hatte, engagierte er das Fotomodell Felly als Gesicht des Projekts. Sie trat nicht nur im Musikvideo zur Single auf, sondern wurde im Booklet der Single als Featured Artist sogar als Sängerin angegeben. Nachdem Ya Kid K und Bogaert, der inzwischen sein Pseudonym Thomas de Quincey (ursprünglich der Name eines britischen Schriftstellers) abgelegt hatte, wieder zueinander fanden, wurde die Rapperin ab Anfang 1990 bei dem Titel Get Up! (Before the Night is over) dann auch als Featured Artist aufgeführt. Auch diese zweite Single wurde ein weltweiter Erfolg, ebenso der Nachfolger This Beat is Technotronic, auf dem der walisische Rapper MC Eric den Sprechgesang beisteuerte.

### Stilwechsel
Ab Frühjahr 1991 wandten sich Technotronic allmählich dem Eurodance zu, einem Genre, das sie zum Teil selbst mitgeprägt hatten, und veröffentlichten noch über die gesamten 1990er Jahre hinweg mit mehreren Gastsängern (Reggie, Melissa, Einstein, Black Diamond, Daisy Dee, D.O.N.S.) weitere Singles, die mit Ausnahme von Move That Body (1991), Work (1991), Money Makes the World Go Round (1992), Move This (1992) und Move it to the Rhythm (1995) allerdings außerhalb Belgiens nicht an die frühen Erfolge anknüpfen konnten. In den US-Billboard-Dancecharts konnten sich jedoch u. a. I Want You by My Side (1996), The G-Train und Like This 2000 in den Top 20 platzieren.
Ende 2000 zog es Jo Bogaert wieder mit Ya Kid K ins Studio für The Mariachi, das in Mexiko auf Platz 1 der Charts zu finden war. Auf dem Album Recall (1995) ist mehrfach Daisy Dee als Gastsängerin zu hören. Diese hatte mit ihrer Coverversion von This Beat is Technotronic bereits 1990 Bekanntheit erreichen können.
Pump Up the Jam gilt heute gemeinhin als einer der Vorreiter des Eurodance-Genres. Ein Remix schaffte es 2005 wieder in viele europäische Charts.
Nachdem sich Technotronic im Jahr 2002 aus der Musikbranche zurückgezogen hatten, erschienen sie 2005 wieder in Original-Besetzung von Ya Kid K als Featured Artist bei mehreren bekannten Dance-Projekten, wie beispielsweise D.O.N.S. feat. Technotronic, Global Deejays feat. Technotronic.
Momentan treten die inzwischen verheirateten Ya Kid K und MC Eric anlässlich des 20-jährigen Jubiläums (1989–2009) als Technotronic weltweit noch vereinzelt auf. Teilweise präsentieren sie neue Versionen und inoffizielle neue Titel. Neue Titel waren laut Bogaert derzeit nicht zur Veröffentlichung vorgesehen (Stand: Herbst 2010), sind aber auch nicht ausgeschlossen (Stand: 2013).

## Diskografie

### Studioalben
| Jahr | Titel                       | Höchstplatzierung, Gesamtwochen, AuszeichnungChartplatzierungen (Jahr, Titel, Platzierungen, Wochen, Auszeichnungen, Anmerkungen) | Höchstplatzierung, Gesamtwochen, AuszeichnungChartplatzierungen (Jahr, Titel, Platzierungen, Wochen, Auszeichnungen, Anmerkungen) | Höchstplatzierung, Gesamtwochen, AuszeichnungChartplatzierungen (Jahr, Titel, Platzierungen, Wochen, Auszeichnungen, Anmerkungen) | Höchstplatzierung, Gesamtwochen, AuszeichnungChartplatzierungen (Jahr, Titel, Platzierungen, Wochen, Auszeichnungen, Anmerkungen) | Höchstplatzierung, Gesamtwochen, AuszeichnungChartplatzierungen (Jahr, Titel, Platzierungen, Wochen, Auszeichnungen, Anmerkungen) | Höchstplatzierung, Gesamtwochen, AuszeichnungChartplatzierungen (Jahr, Titel, Platzierungen, Wochen, Auszeichnungen, Anmerkungen) | Anmerkungen                                                                  |
| Jahr | Titel                       | DE | AT | CH | UK | US | R&B | Anmerkungen                                                                  |
| ---- | --------------------------- | --- | --- | --- | --- | --- | --- | ---------------------------------------------------------------------------- |
| 1989 | Pump Up the Jam – The Album | DE10 (27 Wo.)DE | AT3 (23 Wo.)AT | CH4 (22 Wo.)CH | UK2 Platin · (44 Wo.)UK | US10 Platin · (55 Wo.)US | R&B23 (30 Wo.)R&B | Erstveröffentlichung: 7. November 1989 Produzent: Jo Bogaert                 |
| 1990 | Trip on This – The Remixes  | — | — | — | UK7 Gold · (14 Wo.)UK | — | — | Erstveröffentlichung: 18. September 1990 mit Hi Tek 3, Produzent: Jo Bogaert |
| 1991 | Body to Body                | DE42 (11 Wo.)DE | AT25 (6 Wo.)AT | CH17 (7 Wo.)CH | UK27 (4 Wo.)UK | — | — | Erstveröffentlichung: 3. Juni 1991 Produzent: Jo Bogaert                     |

Weitere Studioalben
- 1995: Recall

### Kompilationen
- 1993: The Greatest Hits
- 1997: This Beat Is Technotronic – Hits & Mixes
- 1999: Back to Back
- 2000: Pump Up the Hits
- 2006: Greatest Remix Hits
- 2012: Best of

### Singles
| Jahr | Titel Album                                                    | Höchstplatzierung, Gesamtwochen, AuszeichnungChartplatzierungen (Jahr, Titel, Album, Platzierungen, Wochen, Auszeichnungen, Anmerkungen) | Höchstplatzierung, Gesamtwochen, AuszeichnungChartplatzierungen (Jahr, Titel, Album, Platzierungen, Wochen, Auszeichnungen, Anmerkungen) | Höchstplatzierung, Gesamtwochen, AuszeichnungChartplatzierungen (Jahr, Titel, Album, Platzierungen, Wochen, Auszeichnungen, Anmerkungen) | Höchstplatzierung, Gesamtwochen, AuszeichnungChartplatzierungen (Jahr, Titel, Album, Platzierungen, Wochen, Auszeichnungen, Anmerkungen) | Höchstplatzierung, Gesamtwochen, AuszeichnungChartplatzierungen (Jahr, Titel, Album, Platzierungen, Wochen, Auszeichnungen, Anmerkungen) | Höchstplatzierung, Gesamtwochen, AuszeichnungChartplatzierungen (Jahr, Titel, Album, Platzierungen, Wochen, Auszeichnungen, Anmerkungen) | Höchstplatzierung, Gesamtwochen, AuszeichnungChartplatzierungen (Jahr, Titel, Album, Platzierungen, Wochen, Auszeichnungen, Anmerkungen) | Anmerkungen |
| Jahr | Titel Album                                                    | DE | AT | CH | UK | US | R&B | Dance | Anmerkungen |
| ---- | -------------------------------------------------------------- | --- | --- | --- | --- | --- | --- | --- | --- |
| 1989 | Pump Up the Jam Pump Up the Jam – The Album                    | DE2 (30 Wo.)DE | AT2 (24 Wo.)AT | CH2 (27 Wo.)CH | UK2 Gold + Platin (Digital) · (15 Wo.)UK                                                                                                 | US2 Platin · (24 Wo.)US | R&B10 (17 Wo.)R&B | Dance44 (1 Wo.)Dance | Erstveröffentlichung: 4. August 1989 feat. Felly, Autoren: Manuela Kamosi, Jo Bogaert                                                         |
| 1990 | Get Up! (Before the Night Is Over) Pump Up the Jam – The Album | DE2 (18 Wo.)DE | AT2 (15 Wo.)AT | CH1 (17 Wo.)CH | UK2 Silber · (10 Wo.)UK | US7 Gold · (20 Wo.)US | R&B27 (12 Wo.)R&B | Dance2 (12 Wo.)Dance | Erstveröffentlichung: 8. Januar 1990 feat. Ya Kid K, Autoren: Manuela Kamosi, Jo Bogaert, enthält Zitat aus Sex Machine von James Brown, 1970 |
| 1990 | This Beat Is Technotronic Pump Up the Jam – The Album          | DE10 (16 Wo.)DE | — | CH8 (10 Wo.)CH | UK14 (7 Wo.)UK | — | — | Dance3 (10 Wo.)Dance | Erstveröffentlichung: 15. Februar 1990 feat. MC Eric; Autoren: Eric Martin, Jo Bogaert                                                        |
| 1990 | Rockin’ Over the Beat Pump Up the Jam – The Album              | DE18 (12 Wo.)DE | — | CH10 (11 Wo.)CH | UK9 (9 Wo.)UK | US95 (3 Wo.)US | — | — | Erstveröffentlichung: 2. Juli 1990 feat. Ya Kid K; Autoren: Manuela Kamosi, Jo Bogaert                                                        |
| 1990 | Megamix Trip on This – The Remixes                             | DE9 (18 Wo.)DE | — | CH7 (16 Wo.)CH | UK6 (8 Wo.)UK | — | — | — | Erstveröffentlichung: 23. Juli 1990 Mix: Mastermixers Unity, Rap: MC Eric                                                                     |
| 1990 | Turn It Up Trip on This – The Remixes                          | — | — | — | UK42 (4 Wo.)UK | — | — | — | Erstveröffentlichung: 3. Dezember 1990 feat. Melissa und Einstein Autoren: Colin Case, Jo Bogaert, Melissa Beckford                           |
| 1991 | Move That Body Body to Body                                    | DE19 (13 Wo.)DE | — | CH10 (10 Wo.)CH | UK12 (7 Wo.)UK | — | — | — | Erstveröffentlichung: 13. Mai 1991 feat. Reggie; Autor: Réjane Magloire aka Reggie                                                            |
| 1991 | Work Body to Body                                              | — | — | CH24 (2 Wo.)CH | UK40 (4 Wo.)UK | — | — | — | Erstveröffentlichung: 21. Juli 1991 feat. Reggie; Autoren: Réjane Magloire, Jo Bogaert, Patrick de Meyer                                      |
| 1992 | Move This The Greatest Hits                                    | — | — | — | — | US6 (23 Wo.)US | — | — | Erstveröffentlichung: 30. Mai 1992 feat. Ya Kid K; Autoren: Manuela Kamosi, Jo Bogaert                                                        |
| 1995 | Move It to the Rhythm Recall                                   | — | — | — | — | US83 (7 Wo.)US | — | Dance3 (15 Wo.)Dance | Erstveröffentlichung: 24. März 1995 feat. Ya Kid K; Autoren: Manuela Kamosi, Jo Bogaert, Patrick de Meyer                                     |
| 1996 | Pump Up the Jam ’96 –                                          | — | — | — | UK36 (2 Wo.)UK | — | — | — | Erstveröffentlichung: 2. Dezember 1996 feat. Felly; Vocals: Ya Kid K Remixe: Tin Tin Out, Sol Brothers                                        |
| 1998 | Pump Up the Jam –                                              | DE25 (14 Wo.)DE | AT34 (3 Wo.)AT | — | — | — | — | — | Erstveröffentlichung: 6. Juli 1998 D.O.N.S. feat. Technotronic Remixe: The Loop!, Boys-R-Us                                                   |
| 1998 | Get Up (The ’98 Sequel) –                                      | DE91 (2 Wo.)DE | — | — | — | — | — | — | Erstveröffentlichung: Oktober 1998 Remixe: A-Team, Dezign, Pulsar, Dancing Divaz                                                              |
| 2005 | Pump Up the Jam 2005 –                                         | — | — | — | UK22 (5 Wo.)UK | — | — | — | Erstveröffentlichung: 31. Mai 2005 D.O.N.S. feat. Technotronic Remixe: Riffs & Rays, Kurd Maverick                                            |

Weitere Singles
- 1991: Money Makes the World Go Round (feat. Reggie)
- 1993: Hey Yoh, Here We Go (feat. Ya Kid K)
- 1994: One + One (feat. Ya Kid K)
- 1994: Move This / Get Up (Before the Night Is Over) – ’94 Remix
- 1995: Recall (feat. Ya Kid K)
- 1996: I Want You by My Side
- 1996: Crazy
- 1999: Like This (feat. Monday Midnite)
- 2000: The G-Train (feat. Monday Midnite)
- 2000: The Mariachi (feat. Ya Kid K)
- 2001: Runaway Blues
- 2001: The Circle Unbroken
- 2007: Get Up (Global Deejays feat. Technotronic)

## Auszeichnungen für Musikverkäufe
| Silberne Schallplatte - Frankreich - 1989: für die Single Pump Up the Jam - 1990: für die Single Get Up! (Before the Night Is Over) Goldene Schallplatte - Australien - 1990: für die Single Get Up! (Before the Night Is Over) - Belgien - 2000: für die Single Like This - Brasilien - 1991: für das Album Pump Up the Jam – The Album - Frankreich - 1990: für das Album Pump Up the Jam – The Album - Italien - 2024: für die Single Pump Up the Jam - Kanada - 1992: für das Album Trip on This – The Remixes - Neuseeland - 1990: für die Single Get Up! (Before the Night Is Over) - Niederlande - 1990: für das Album Pump Up the Jam – The Album - Portugal - 1990: für das Album Pump Up the Jam – The Album - Spanien - 2024: für die Single Pump Up the Jam | Platin-Schallplatte - Australien - 1990: für die Single Pump Up the Jam 2× Platin-Schallplatte - Mexiko - 1990: für das Album Pump Up the Jam – The Album 4× Platin-Schallplatte - Kanada - 1992: für das Album Pump Up the Jam – The Album |

Anmerkung: Auszeichnungen in Ländern aus den Charttabellen bzw. Chartboxen sind in ebendiesen zu finden.
| Land/RegionAuszeichnungen für Musikverkäufe (Land/Region, Auszeichnungen, Verkäufe, Quellen) | Silber     | Gold       | Platin       | Verkäufe  | Quellen             |
| -------------------------------------------------------------------------------------------- | ---------- | ---------- | ------------ | --------- | ------------------- |
| Australien (ARIA)                                                                            | —          | Gold1      | Platin1      | 105.000   | aria.com.au         |
| Belgien (BRMA)                                                                               | —          | Gold1      | —            | 25.000    | ultratop.be         |
| Brasilien (PMB)                                                                              | —          | Gold1      | —            | 100.000   | pro-musicabr.org.br |
| Frankreich (SNEP)                                                                            | 2× Silber2 | Gold1      | —            | 500.000   | infodisc.fr         |
| Italien (FIMI)                                                                               | —          | Gold1      | —            | 50.000    | fimi.it             |
| Kanada (MC)                                                                                  | —          | Gold1      | 4× Platin4   | 450.000   | musiccanada.com     |
| Mexiko (AMPROFON)                                                                            | —          | —          | 2× Platin2   | 500.000   | Einzelnachweise     |
| Neuseeland (RMNZ)                                                                            | —          | Gold1      | —            | 10.000    | Einzelnachweise     |
| Niederlande (NVPI)                                                                           | —          | Gold1      | —            | 50.000    | nvpi.nl             |
| Portugal (AFP)                                                                               | —          | Gold1      | —            | 20.000    | Einzelnachweise     |
| Spanien (Promusicae)                                                                         | —          | Gold1      | —            | 30.000    | elportaldemusica.es |
| Vereinigte Staaten (RIAA)                                                                    | —          | Gold1      | 2× Platin2   | 2.500.000 | riaa.com            |
| Vereinigtes Königreich (BPI)                                                                 | Silber1    | 2× Gold2   | 2× Platin2   | 1.600.000 | bpi.co.uk           |
| Insgesamt                                                                                    | 3× Silber3 | 13× Gold13 | 11× Platin11 |           |                     |

## Coverversionen
In Deutschland schaffte Werner Wichtig mit der sprachlich stark abgewandelten Version Pump ab das Bier im Sommer 1990 den Weg in die deutschen Bierzelte und – im Gegensatz zum Original – auch an die Spitze der deutschen Singlecharts. Eine weit weniger erfolgreiche Version mit dem Titel Kebab (Jetzt kommt Maradona) coverte den Hit Get Up! (Before the night is over).